# Nicolaas Hartingh

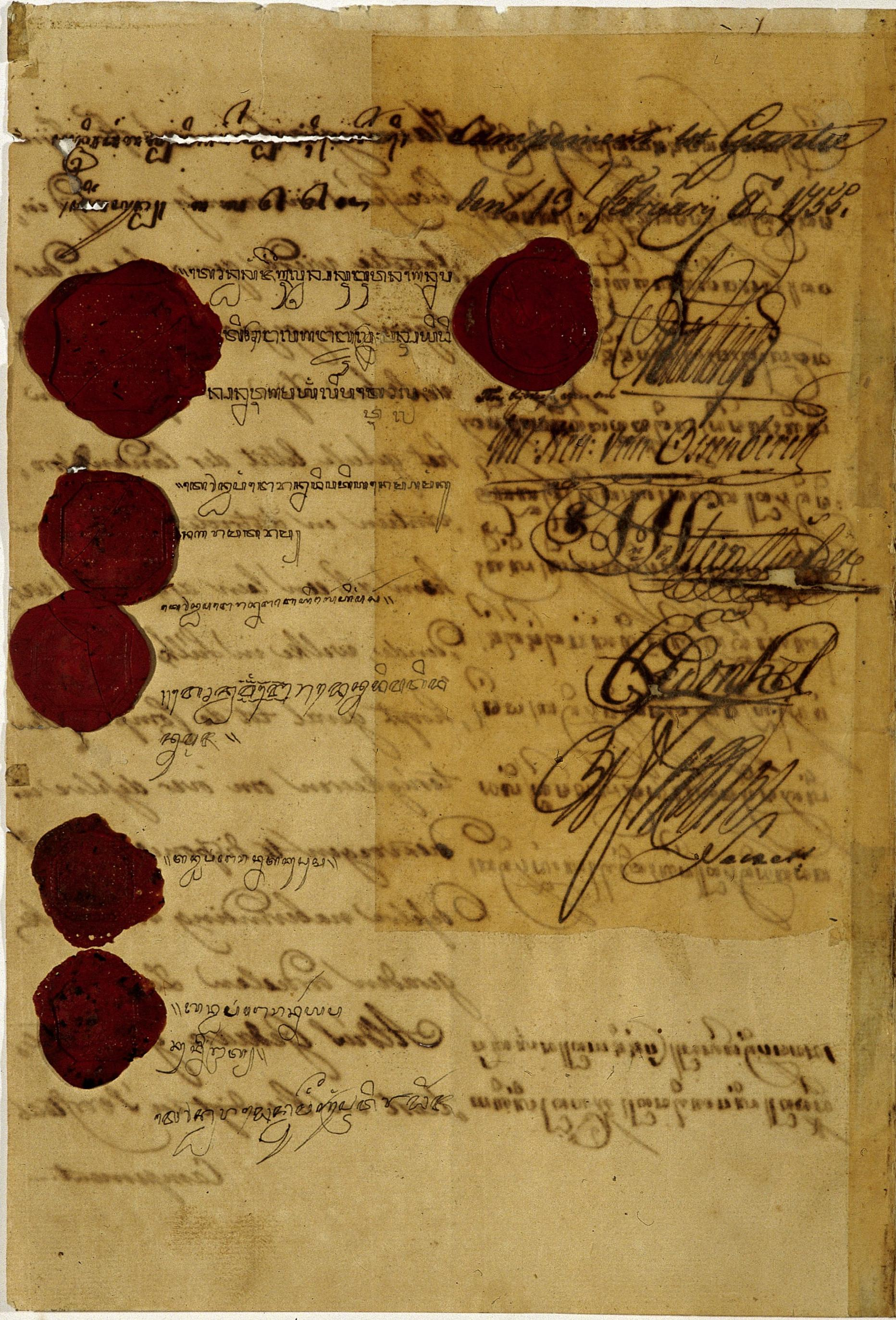
De handtekening van Nicolaas Hartingh staat naast het zegel aan de rechterkant van deze pagina van het Verdrag van Giyanti.

Nicolaas Hartingh (Amsterdam, 1718 – Batavia, 25 december 1766), was een Nederlands koloniaal bestuurder van de Vereenigde Oostindische Compagnie (VOC). Van 1754 tot 1761 was hij gouverneur en directeur van de noordoostkust van Java en in 1765 werd hij benoemd tot Raad Ordinair van Indië.

## Familie
Hartingh werd geboren in Amsterdam en werd daar gedoopt op 9 augustus 1718. Zijn vader was Marten Hartingh (1690-1755) en zijn moeder was Amerentia Silver (1691-1761). Marten Hartingh vertrok in 1726 als commandeur met de retourvloot naar Nederlands-Indië.
Nicolaas Hartingh trouwde drie keer. Met zijn eerste vrouw, Dorothea Weber (overleden 1745) kreeg hij een zoon, Marten (geboren 1743). In 1747 trouwde hij met Giliana Wilhelmina Hilgers (1721-1754), met wie hij twee zonen kreeg, Maurits Anthonius (geboren 1748) en Nicolaas (geboren 1753), en twee dochters Amerentia Maria en Jacoba Wilhelmina (beiden geboren 1750). In 1762 trouwde hij met Philippina Theodora Mossel, met wie hij twee kinderen kreeg die jong stierven.

## Loopbaan
In 1734 trad Nicolaas Hartingh op 16-jarige leeftijd in dienst van de Verenigde Oost-Indische Compagnie en bracht zijn eerste jaren in hun werk door met het leren van de Javaanse taal. Vanuit Tegal werd hij naar Kartasura gestuurd om een opleiding tot tolk te volgen en werkte uiteindelijk in deze hoedanigheid voor de VOC in Semarang en later in Surabaya, waar hij ook als secretaris werd aangesteld. In Surabaya stond hij in hoog aanzien bij de regerende prins Cakraningrat van Madura. Door zijn vaardige taalgebruik kalmeerde hij de prins toen de betrekkingen tussen de prins en de VOC in 1746 dreigden te verslechteren. Hiervoor werd hij bevorderd tot onderkoopman en door gouverneur-generaal Van Imhoff benoemd tot commissaris van de nieuwe Gresik residentie.
In 1748 werd Hartingh koopman, en in 1750 opperkoopman, gedelegeerd tot en over inheemse aangelegenheden. In 1754 werd hij gouverneur en directeur van de compagnie voor de noordoostkust van Java. Bronnen wijzen op Hartinghs oprechtheid, vertederende karakter en uitstekend gebruik van de lokale talen, waardoor hij goed gewaardeerd werd door de lokale bevolking. Hij kon hun instelling en staatsmanschap begrijpen, wat handig bleek bij zijn diplomatieke taken. Het leiderschap van gouverneur Hartingh zorgde voor een verandering in aanpak in de regio. In plaats van door militair geweld en bloedvergieten geloofde hij in het bereiken van de doelstellingen van zijn werkgever, de VOC, door middel van diplomatie en onderhandeling.

### Rol in het Verdrag van Giyanti
Het Verdrag van Giyanti was de bekroning van de carrière van Nicolaas Hartingh en een bewijs van zijn diplomatievaardigheden. Tegen het midden van de achttiende eeuw was het Sultanaat Mataram verwikkeld in een interne machtsstrijd, ook wel de Derde Javaanse Successieoorlog genoemd. De positie van de heerser van het sultanaat, Susuhunan Pukubuwono II en zijn opvolger Susuhunan Pukubuwono III, was verzwakt en dit maakte tot op zekere hoogte inmenging van de Verenigde Oost-Indische Compagnie in de aangelegenheden van het rijk mogelijk. Daarentegen verzetten Mataram-prinsen zoals Mangkubumi (die Pukubuwono III niet als de rechtmatige erfgenaam beschouwden) en Sambernyawa (of Raden Mas Saïd) zich tegen de inmenging en de groeiende macht van de VOC in de regio en probeerden deze te verminderen door militaire campagnes tegen het compagnie, hun neefje Pukubuwono III en elkaar te lanceren. In deze gespannen omstandigheden kwam gouverneur Hartingh tot de conclusie dat de enige manier om dit probleem op te lossen was door te onderhandelen met prins Mangkubumi en een weg naar vrede aan te bieden.
In september 1754 bereikten Hartingh en Mangkubumi een overeenkomst, waarvan de inhoud vervolgens werd overgebracht naar de gouverneur-generaal en Pakubuwono III. In november 1754 werd ook overeenstemming bereikt met Pakubuwono III. De punten van de overeenkomst werden vervolgens uiteengezet in de tekst van het Verdrag van Giyanti dat op 13 februari 1755 werd ondertekend door gouverneur Hartingh als gevolmachtigd commissaris van de Verenigde Oost-Indische Compagnie, prins Mangkubumi en Susuhan Pukubuwono III samen met zijn bondgenoten. Met de ondertekening van de overeenkomst kwam er een einde aan het Mataram-rijk en werd het land verdeeld tussen Mangkubumi en Pakubuwono III.

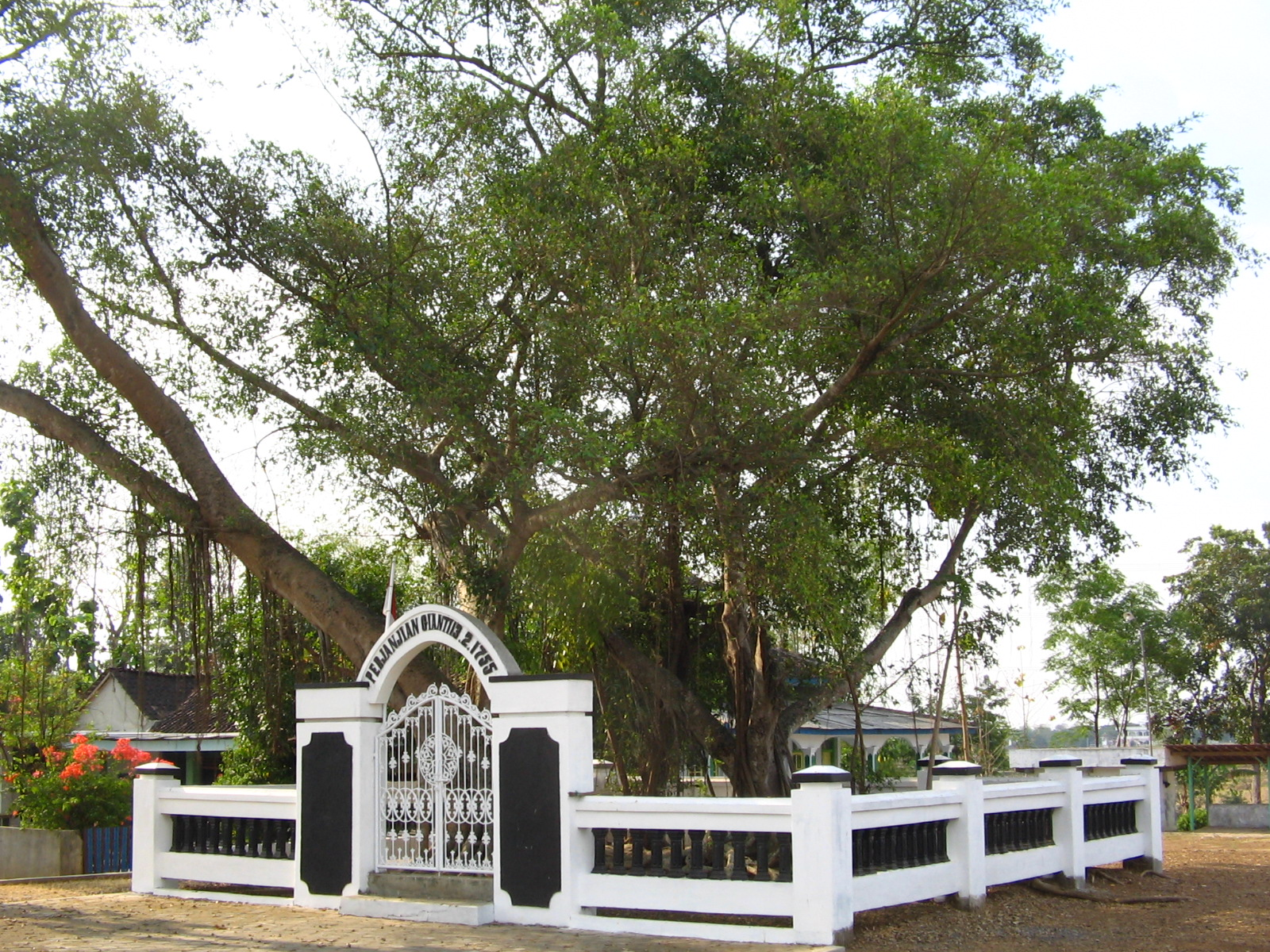
Locatie van de ondertekening van het Verdrag van Giyanti op 13 februari 1755.

Door te onderhandelen over de verdeling van het eens zo machtige Mataram Sultanaat speelde Hartingh een cruciale rol bij de oprichting van het Sultanaat van Yogyakarta van Mangkubumi. Susuhunan Pakubuwono III regeerde vervolgens over de Surakarta Sunanaat. Gouverneur Hartingh vertegenwoordigde de Verenigde Oost-Indische Compagnie bij de inhuldiging van prins Mangkubumi als Sri Sultan Hamengkubuwono I van Yogyakarta in maart 1755. Voor zijn rol bij het tot stand brengen van vrede tussen Pakubuwono III en Mangkubumi kreeg Hartingh veel lof van zijn superieuren, waaronder de Heren XVII.
In de daaropvolgende twee jaar werd de regio nog steeds geplaagd door vijandelijkheden tussen Prins Sambernyawa (Raden Mas Said) en Pakubuwono III. Gouverneur Hartingh gebruikte opnieuw zijn diplomatievaardigheden om een einde te maken aan de vijandelijkheden die bekend staan als de Derde Javaanse Successieoorlog, door de Pakubuwono III ervan te overtuigen afstand te doen van meer van zijn grondgebied, dit keer ten gunste van Raden Mas Saïd, die werd geïnstalleerd als Sri Mangkunegara I van het prinsdom Mangkunegaran in 1757. De Nederlanders hadden nu een vreedzamer gebied en alle drie de heersers moesten de Nederlandse suzereiniteit erkennen.
Een gedetailleerd historisch verslag van de militaire campagnes tussen 1741 en 1757 werd geschreven (hoogstwaarschijnlijk door Hartingh) als “Kort verhaal van de Javasche oorlogen”.

### Latere jaren
Na deze successen verzocht gouverneur Hartingh herhaaldelijk om terugkeer naar Batavia. Men voelde echter dat zijn aanwezigheid nog steeds nodig was in het nauwelijks vredige gebied. Uiteindelijk mocht Hartingh in 1761 met pensioen gaan als gouverneur en terugkeren naar Batavia. Daar werd hij in 1762 benoemd tot president van de Heemraden en in 1765 werd hij door de Heren XVII benoemd tot Raad Ordinair van Indië.
Bij zijn overlijden in 1766 was de 48-jarige Nicolaas Hartingh een vermogend man. Hij werd begraven in de Nederlandse kerk in Batavia.
- Biografisch Portaal: 06391741
- International Standard Name Identifier: 0000 0003 9413 6736
- Nederlandse Thesaurus van Auteursnamen: 337179360
- Virtual International Authority File: 288544649